# Akurana Division
Akurana Division är en division i Sri Lanka.   Den ligger i distriktet Kandy District och provinsen Centralprovinsen, i den centrala delen av landet, 100 km nordost om huvudstaden Colombo. Antalet invånare är 63 195.